# Бюргюм
Бюргюм (нід. Burgum) — місто в нідерландській провінції Фрисландія. Входить до муніципалітету Тіцьєркстерадел. Його населення станом на 2017 рік складало 10058 осіб.